# Oulimnius tuberculatus perezi
Oulimnius tuberculatus perezi é uma subespécie de insetos coleópteros polífagos pertencente à família Elmidae.
A autoridade científica da subespécie é Sharp, tendo sido descrita no ano de 1872.
Trata-se de uma subespécie presente no território português.